# Šah (vladar)
Šah (perzijsko شاه, dob. 'kralj', [ˈʃɒːɦ] ) je vladarski naziv, ki so ga v preteklosti uporabljale vodilne osebnosti iranskih monarhij. Uporabljal se je tudi drugod, na primer v Osmaskem cesarstvu, Buharskem kanatu, Buharskem emiratu, Mogulskem cesarstvu, Bengalskem sultanatu, zgodovinskih afganistanskih dinastijah in med Gurkami. Iranski vladarji se niso imeli le za kralje aktualne dinastije, ampak tudi za kralje kraljev (perzijsko شاهنشاه, romanizirano šahinšah) ali padišahe (پادشاه [pʰɒːdeˈʃɒːɦ]  –  dob. 'najvišji kralj'), naslednike prvotnega Perzijskega cesarstva. 

## Zgodovina
Šah ali šahanšah (kralj kraljev) je bil naziv perzijskih cesarjev, vključno z vladarji Ahemenidske dinastije, ki je v 6. stoletju pred našim štetjem združila Perzijo in ustvarila ogromno večcelinsko cesarstvo, in vladarji naslednjih dinastij vse do 20. stoletja in cesarske hiše Pahlavi. 
Medtem ko se v zahodnih virih vladar Osmanskega cesarstva najpogosteje imenuje sultan, se je v cesarstvu najpogosteje imenoval padišah. Nekateri sultani so v svojih tugrah uporabljali naziv šah. Njihovi moški potomci so prejeli naziv Şehzade ali princ (dobesedno šahov potomec, iz perzijskega šahzadeh). 
Polni naziv ahemenidskih vladarjev je bil Xšāyaθiya Xšāyaθiyānām, dobesedno 'kralj kraljev'. Staroperzijski izraz ustreza srednjeperzijskemu izrazu šâhân šâh in sodobnemu perzijskemu izrazu  شاهنشاه (šâhanšâh). Naziv se je v grščino prevedel kot βασιλεὺς τῶν βασιλέων (romanizirano basileus tōn basiléōn), 'kralj kraljev', kar ustreza  nazivu 'cesar'. Izraza sta bila pogosto skrajšana na šah oziroma basileus. 
V zahodnih jezikih se naziv šah pogosto uporablja kot nenatančen prevod besede šāhanšāh. Evropejci so dolgo časa šaha imeli za poseben kraljevski in ne za cesarski naziv, čeprav so se perzijski monarhi imeli za cesarje Perzijskega (kasneje Iranskega) cesarstva. Evropsko mnenje se je spremenilo v Napoleonovi dobi, ko je bila Perzija zaveznica zahodnih sil, ki so želele, da bi osmanski sultan izgubil svoj vpliv v različnih, zlasti krščanskih evropskih delih Osmanskega cesarstva. Zahodnoevropski krščanski cesarji so dosegli osmansko privolitev, da se njihovi zahodni cesarski nazivi v turščino prevajajo kot padišah. 
V 20. stoletju je perzijski šah Mohaed Reza Pahlavi uradno sprejel naziv شاهنشاه, šâhanšâh, ki se je v zahodne jezike prevajal kot cesar. Svojo ženo je imenoval شهبانو, šahbânū (cesarica). Mohamed Reza Pahlavi je bil zadnji šah, saj je bila iranska monarhija po iranski revoluciji leta 1979 ukinjena. 

## Šah v armenskem jeziku
Armenska sestavljena osebna imena pogosto vsebujejo element "šah", ki v srednji in novi perzijščini pomeni "kralj". Ta imena se najdejo tako v moški kot v ženski obliki in lahko vključujejo domače armenske ali tuje komponente. Element "šah" se lahko pojavi kot prva ali druga komponenta, včasih tudi v kombinaciji z drugim vladarskim nazivom: Šah-amir in Amir-šah, Šah-paron in Paron-šah ter Vahram-šah. V ženskih imenih se najdejo kombinacije Šhah-xat'un in Xat'un-šah ter Šah-tikin. 
Nekaj primerov teh sestavljenih imen vključuje moško Šah-aziz in žensko Aziz-šah, moško Sultan-šah in žensko Šah-sultan ter moško Melik-šah in žensko Šah-mele/ik. Ta imena, zlasti ženske oblike, se včasih razlikujejo po spolu, odvisno od vira. 
Ime Artamšin na primer temelji na *Artam iz staroiranske besede *R̥tāma-, ki se razlaga kot "imeti moč od/iz R̥te". Ime Avslaut nakazuje povezavo z iransko besedo za kralja, šah pa na različne jezike, vključno s srednjeperzijščino in novoperzijščino. 
Ime  Šašti razlaga kot "Šah–gospa", pri čemer druga komponenta odraža arabski izraz sittī, ki pomeni "moja gospa, gospa". To ime najdemo v kolofonu iz samostana Kołbay kot ime sestre Dauita in duhovnika Vardana. 
Na splošno armenska sestavljena imena, ki vsebujejo element "šah", ponujajo vpogled v jezikovne in kulturne interakcije med armenskimi in iranskimi jeziki in kulturami.

## Oblike naziva
Od vladavine Ašota II. dalje so bagratidski kralji Armenije uporabljali naziv šahanšah - "kralj kraljev".
Naziv padišah (veliki kralj) so od Irancev prevzeli Osmani in različni drugi monarhi, ki so zahtevali cesarski rang, kot so Moguli, ki so svojo dinastijo ustanovili na Indijski podcelini.  
Druga oblika nazivov osmanskih in mogulskih vladarjev je bila šah-i alam panah (perzijsko شاه علم پانه), ki pomeni "kralj, ki je zatočišče sveta".  
Šah-Armeni (kralji Armenije, včasih znani kot ahlahšahi) so uporabljali naziv šah-i Arman (dobesedno šah Armencev).
Nekateri monarhi so bili znani po skrajšani obliki imena kraljestva, kateri je bil dodan šah, na primer Horezmšah, vladar Horezma v Srednji Aziji, ali Širvanšah zgodovinske regije Širvan na Kavkazu (današnja Republika Azerbajdžan).  
Gruzijski kralji so se poleg drugih nazivov imenovali tudi šahanšah. Gruzijski naziv mepetmepe, ki tudi pomeni kralj kraljev, je dobil navdih v nazivu šahanšah.

## Šahzade
V kraljestvu, v katerem je imel vladar iz šaha izpeljan naziv, se je princ ali princesa kraljeve krvi imenoval šahzade (perzijsko شاحزاد, prečrkovano kot Šâhzâde), kar dobesedno pomeni "rojen iz" ali "potomec". Natančna oblika naziva je bila odvisna od običajev dvorov in kraljestev. Naziv šahzade so prejemali princi Osmanskega cesarstva (şehzade, osmansko turško شهزاده) in princi  islamske Indije (šahzāda, urdujsko شهزادة, bengalsko شهزادا, romanizirano šāhozāda), na primer v Mogulskem cesarstvu. Moguli in sultani Delhija so bili indoperzijskega in turško-mongolskega izvora in nadaljevali običaje in navade vse odkar so turško-perzijske dinastije stoletja prej v regiji uvedle perzijski jezik.
V kneževini Aud so imeli naziv šahzade samo sinovi vladajočega šaha Bahadurja, imenovani "Šahzada [osebni naziv] Mirza [osebno ime] Bahadur". Takšna oblika imena se je razširila tudi na vnuke in celo nadaljnje sorodnike. Drugi moški potomci suverena v moški liniji so bili imenovani zgolj "Mirza [osebno ime]" ali "[osebno ime] Mirza". To de je preneslo celo na nemuslimanske dinastije. Mlajši sinovi vladajočega sikhovskega maharadže iz Pandžaba, na primer, so se imenovali "Šahzade [osebno ime] Sing Bahadur". 
Izposojenka šahadžade, "šahov sin", vzeta iz mogulskega naziva šahzada, je bila običajen knežji naziv vnukov in moških potomcev nepalskega vladarja v moški liniji dinastije Šah do njene ukinitve leta 2008. 
Nazivi dediča šahovega prestola v zgodnjih kalifatih so vsebovali ključni element vali ahad, običajno poleg naziva šahzade, ki so ga sicer nosili njegovi mlajši bratje in sestre.

## Sorodne oblike
- Šahbanu (perzijsko شهبانو, Şahbânū) je perzijska sestavljenka. Naziv šahbanu je imela vladajoča cesarica, v sodobnem času zlasti iranska cesarica Farah Pahlavi.
- Šahpur (perzijako شاهُور, Šâhpur) je prav tako izpeljan iz šaha z dodano arhaično perzijsko pripono –pur, "sin, moški potomec". Šahpur je bil naslov princa.
- Šahdokt (perzijsko شاهدخت, šâhdoxt) je bil naslov princes cesarskih družin.
- Šahzade (perzijsko شاهزادة, Šâhzâde) je bil naslov princa, dobesedno šahovega potomca. Osmanski Turki so ga uporabljali v obliki şehzade.
- Malek ol-Moluk (perzijsko ملك الملوك), "kralj kraljev", je bil arabski naziv, ki so ga uporabljali iranski Budžidi. Naziv je perzijska oblika abasidskega naziva emir al-umara.

## Sorodni izrazi
Satrap je izraz v zahodnih jezikih, ki se uporablja za guvernerja perzijske province. Izraz je popačena oblika perzijskega  xšaθrapāvan, ki pomeni "varuh kraljestva", in izhaja iz staroperzijske besede xšaθra, ki pomeni "kraljestvo, provinca" in je etimološko povezana s šahom. 
Prvi guru sikhizma, guru Nanak Dev, ki so ga hindujci in muslimani globoko spoštovali, so muslimani imenovali šah, hindujci pa fakir. V obeh religijah je naziv pomenil najvišjo čast, zato je Nanak Dev postal znan kot Nanak šah fakir. 
Maq'ad-è-Šâh (perzijsko انگش شاه, Maq'ad-è-Šâh) je besedna zveza, iz katere naj bi izhajalo ime Mogadiš, ki pomeni "sedež šaha".
Izrazi šah, šahist in šah-mat tudi izhajajo iz perzijščine in so v Evropo prišli prek arabščine, latinščine in francoščine.